# 坑内労働
坑内労働（こうないろうどう）とは、坑内における労働者による労働のことをいう。大別すると、鉱山におけるものとずい道工事等鉱山以外におけるものがある。
坑内における労働は、他の作業場における労働と比べ、地質等の自然条件に左右される面が大きく、掘削する地層によりガスや地下水の流出、落石、落盤等の可能性があり、ひとたび労働災害が発生すれば甚大な被害をもたらす。他の労働形態よりも心身に負担がかかるとことから、労働時間や安全衛生管理等において様々な規定が設けられている。

## 労働基準法による規定
派遣労働者については、労働時間延長の規定・就業制限の規定については、派遣先が使用者としての責任を負う（労働者派遣法第44条2項）。なお派遣元事業主は、当該労働者派遣に係る労働者派遣契約に定める派遣就業の条件に従って当該労働者派遣に係る派遣労働者を労働させたならば、これらの規定に抵触することとなるときにおいては、当該労働者派遣をしてはならない（労働者派遣法第44条3項）。

### 労働時間
坑内労働の場合は、休憩時間になったからといって地上に戻ることは困難であることから、在坑時間そのものを規制の対象としている。
坑内労働については、労働者が坑口に入った時刻から坑口を出た時刻までの時間を、休憩時間を含め労働時間とみなす。但し、この場合においては、第34条第2項及び第3項の休憩に関する規定は適用しない（坑口計算制、労働基準法第38条2項）。ILO46号条約（日本は未批准）に倣った規定であり、戦前の鉱夫就業扶助規則で定めていた坑口計算制を引き継いだ規定である。
- 第34条第1項の規定（休憩の時間数及び「途中付与の原則」）は坑内労働であっても他の業種と同様に適用される。
- 坑内作業に直結する作業であっても、坑外作業に従事する労働者には、第38条2項但書は適用されない（昭和23年4月15日基収1374号）。
- 坑内作業の準備又は終業に必要な坑外での整理整頓時間は、坑内労働者の労働時間に算入する。いわゆる切羽実働のみを計算することなく、坑外において使用者の作業指揮下にあれば、その時間も当然労働時間に含まれる。なお坑内労働者の入浴時間は「終業に必要な坑外での整理整頓」とはされず、通常労働時間に算入されない（昭和23年10月30日基発1575号）。

使用者が一団として入坑及び出坑する労働者に関し、その入坑開始から入坑終了までの時間について様式第11号によって所轄労働基準監督署長の許可を受けた場合には、第38条2項の規定の適用については、入坑終了から出坑終了までの時間を、その団に属する労働者の労働時間とみなす（労働基準法施行規則第24条）。
- 「入坑開始」とは人車の最先端が坑口を通過する時刻を意味し、「入坑終了」とは人車の最後部が坑口を通過する時刻を意味する（昭和24年1月25日基収4277号）。
- 規則第24条の許可基準は概ね以下の通り（昭和22年9月13日発基17号）。
  - 20人以下の団体入坑は許可しないこと。
  - 徒歩で出入坑する場合には所要時間が30分以内の者に限って許可すること。
  - 人車又はケージによって出入坑する場合には合理的所要時間（一回の乗降時間としてケージの場合は30秒、人車の場合は3分とし、これに通常の運転時間を加えて算出する）に3割を加えた時間以内のものに限り許可すること。

坑内労働について、1日について労働時間を延長して労働させた時間が2時間を超えないこと（労働基準法第36条6項1号）。坑内労働とその他の労働が同一日において行われる場合、坑内労働の時間の延長が1日当たり2時間を超えなければ、その他の労働で2時間を超えたとしても、所定の手続きをとる限り適法である（昭和41年9月19日基発997号）。たとえ三六協定を結んだ場合であっても、この上限を超えることはできない。
- 坑内係員が坑内において時間外勤務する場合は当然坑内手当は基礎給として割増賃金算定の基礎に算入すべきであるが、坑外で残業した場合は坑外係員の残業との均衡上、坑内手当は割増賃金算定の基礎に算入しない（昭和23年5月25日基発811号）。

### 就業制限
労働基準法等では坑内労働と危険有害業務とを別立てで規定しているが、危険有害業務の規定は坑内労働においても適用される。したがって、坑内労働が認められている者であっても、坑内において危険有害業務を行う場合は別途危険有害業務の規定による規制がかかる。

#### 年少者
使用者は、満18歳に満たない者を坑内で労働させてはならない（労働基準法第63条）。「1965年の最低年齢（坑内労働）条約」（ILO第123号、日本は未批准）に対応した規定となっている。
職業能力開発促進法第24条第1項（同法第27条の2第2項において準用する場合を含む。）の認定を受けて行う職業訓練を受ける労働者について必要がある場合においては、その必要の限度で、年少者の坑内労働の禁止に関する規定について、厚生労働省令で別段の定めをすることができる。ただし、年少者の坑内労働の禁止に関する規定については、満16歳に満たない者に関しては、この限りでない（労働基準法第70条）。これを受け、都道府県労働局長の許可を受けた使用者は、認定職業訓練の訓練生に技能を習得させるために必要がある場合においては、満16歳以上の男性である訓練生を坑内労働に就かせることができ、使用者はこの規定により訓練生を坑内労働に就かせる場合においては、危害を防止するために必要な措置を講じなければならない（労働基準法施行規則第34条の3）。
- 就業可能業務は、教習事項を習得するために必要なもののみについて認められているものであるから、労働基準法施行規則別表第一に掲げられないものについてはたとえ技能養成工といえどもその就業を認めるものではない（昭和23年6月29日基発118号）。現在、石炭鉱山における坑内労働について、労働基準法施行規則別表第一で以下の通り就労条件を定めている。

一般的措置の基準
- 職業訓練指導員をして、訓練生に対し、当該作業中その作業に関する危害防止のために必要な指示をさせること。
- あらかじめ、当該業務に関し必要な安全作業法又は衛生作業法について、教育を施すこと。
- 常時、作業環境の改善に留意すること。
- 常時、訓練生の健康状態に留意し、その向上に努めること。

個別的措置の基準
1. 職業訓練開始後1年を経過するまでは作業につかせないこと。
2. 訓練生の体格及び健康の状態がはじめて坑内作業につかせる際次の基準に適合していること。
  - 満16歳の者については、身長152センチメートル以上、体重48キログラム以上、胸囲79センチメートル以上及び肺活量3,200立方センチメートル以上であること。
  - 満17歳の者については、身長155センチメートル以上、体重51キログラム以上、胸囲81センチメートル以上及び肺活量3,430立方センチメートル以上であること。
  - 上部気道に異常がなく、かつ胸部X線検査の結果異常がないこと。
3. はじめて坑内作業につかせて後1年間は労働安全衛生規則第44条の規定による健康診断を年3回以上行うこと。
4. 出水、ガスの突出、自然発火、大規模の落ばん及び崩壊を伴う作業等特に危険な作業につかせないこと。
5. 立坑又は40度以上の斜坑の内部においては作業させないこと。
6. - 満16歳の者については、摂氏30度をこえる場所では作業させないこととし、摂氏20度をこえ摂氏25度以下の場所で作業させるときは作業時間の合計が一日につき3時間、摂氏25度をこえる場所で作業させるときは作業時間の合計が一日につき2時間をこえないこと。
  - 満17歳の者については、摂氏34度をこえる場所では作業させないこととし、摂氏24度をこえ摂氏29度以下の場所で作業させるときは作業時間の合計が一日につき3時間、摂氏29度をこえる場所で作業させるときは作業時間の合計が一日につき2時間をこえないこと。

#### 女性
使用者は、次の各号に掲げる女性を当該各号に定める業務に就かせてはならない（労働基準法第64条の2）。
1. 妊娠中の女性[4]及び坑内で行われる業務に従事しない旨を使用者に申し出た産後1年を経過しない女性 - 坑内で行われるすべての業務
2. 前号に掲げる女性以外の満18歳以上の女性 - 坑内で行われる業務のうち人力により行われる掘削の業務その他の女性に有害な業務として厚生労働省令で定めるもの
「厚生労働省令で定めるもの」は以下の通り（女性労働基準規則第1条）
  1. 人力により行われる土石、岩石若しくは鉱物（以下「鉱物等」という。）の掘削又は掘採の業務
  2. 動力により行われる鉱物等の掘削又は掘採の業務（遠隔操作により行うものを除く。）
  3. 発破による鉱物等の掘削又は掘採の業務
  4. ずり、資材等の運搬若しくは覆工のコンクリートの打設等鉱物等の掘削又は掘採の業務に付随して行われる業務（鉱物等の掘削又は掘採に係る計画の作成、工程管理、品質管理、安全管理、保安管理その他の技術上の管理の業務並びに鉱物等の掘削又は掘採の業務に従事する者及び鉱物等の掘削又は掘採の業務に付随して行われる業務に従事する者の技術上の指導監督の業務を除く。）

1928年（昭和3年）に、鉱夫労役扶助規則（後に鉱夫就業扶助規則）において女性の坑内労働禁止規定が定められ、戦後の労働基準法はこれを引き継ぎ女性の坑内労働を全面的に禁じていた（かつての労働基準法第64条）。その後、「すべての種類の鉱山の坑内作業における女子の使用に関する条約」（ILO第45号条約、1935年（昭和10年）採択、1937年（昭和12年）発効）を日本も1956年（昭和31年）に批准し、これらの流れを受けて、1986年（昭和61年）の男女雇用機会均等法の施行に合わせて労働基準法も改正されたことにより、「臨時の必要のため坑内で行われる業務」について妊産婦でない満18歳以上の女性の坑内労働が解禁された（労働基準法第64条から第64条の4に移動）。さらに2007年（平成19年）の改正法施行により、妊産婦でない満18歳以上の女性は労働基準法・女性労働基準規則で定める業務を除き坑内労働が解禁された。なお事業主は、その雇用する女性労働者が労働基準法第64条の2の規定により業務に就くことができず、若しくはこの規定により業務に従事しなかったことを理由として、当該女性労働者に対して解雇その他不利益な取扱いをしてはならない（男女雇用機会均等法第9条3項、施行規則第2条の2）。第9条3項は強行規定であるので、これに違反する行為は無効となる（広島中央保健生協事件、最判平成26年10月23日）。
職業能力開発促進法の認定を受けて行う職業訓練を受ける労働者について必要がある場合においては、その必要の限度で、妊産婦の坑内業務の就業制限に関する規定について、厚生労働省令で別段の定めをすることができる（第70条）とされているが、妊産婦には年少者のような技能習得のための特例規定が設けられていないので、使用者は職業訓練のためであったとしても妊産婦を坑内労働に就かせることはできない。

### 罰則
労働基準法第63条、第64条の2の規定に違反した者は、1年以下の懲役又は50万円以下の罰金に処せられる（労働基準法第118条1項）。労働基準法上、強制労働禁止（第5条）違反に次いで重い罰則となっている。労働基準法第70条の規定に基づいて発する厚生労働省令（第63条又は第64条の2の規定に係る部分に限る。）に違反した者についても1項の例による（労働基準法第118条2項）。
労働基準法第36条6項の規定に違反した者は、6ヶ月以下の懲役又は30万円以下の罰金に処せられる（労働基準法第119条）。

## 労働安全衛生法による規定
常時500人を超える労働者を使用する事業場で、坑内労働に常時30人以上の労働者を従事させる事業場においては、複数選任すべき衛生管理者のうち少なくとも1人は衛生管理者の業務に専任する者を置かなければならない（労働安全衛生規則第7条1項5号）。さらに、複数の衛生管理者のうち少なくとも1人は衛生工学衛生管理者免許を持つ者の中から選任しなければならない（労働安全衛生規則第7条1項6号）。
坑内における業務に常時500人以上の労働者を使用する事業場については、選任すべき産業医はその事業場に専属の者でなければならない（労働安全衛生規則第13条2項）。一般の事業場（「常時1000人以上」）よりも専属要件が厳しく求められている。
事業者は、坑内における業務に常時従事する労働者に対し、当該業務への配置替えの際及び6か月以内ごとに1回、定期に、一般項目について医師による健康診断を行わなければならない（特定業務従事者の健康診断、労働安全衛生規則第45条）。一般の労働者の定期健康診断（「1年以内ごとに1回」）よりも期間要件が厳しく求められている。
常時30人以上の労働者（下請を含む）をずい道等の建設に従事させる事業場の特定元方事業者（元請）は、統括安全衛生責任者を選任し、その者に元方安全衛生管理者を指揮させるとともに、所定の事項を統括管理させなければならない（労働安全衛生法第15条）。常時20人以上30人未満の労働者（下請を含む）をずい道等の建設に従事させる事業場の元方事業者（元請）は、店社安全衛生管理者を選任し、その者に所定の事項を担当する者に対する指導等を行わせなければならない（労働安全衛生法第15条の3）。坑内において掘削、覆工、採石等所定の作業を行う場合は、所定の資格を有する作業主任者を選任し、その者に作業に従事する労働者の指揮のほか、機械・安全装置の点検、器具・工具等の使用状況の監視等の職務を行わせなければならない（労働安全衛生法第14条）。
- 派遣労働者については、衛生管理者・産業医の規定については、派遣元・派遣先双方が事業者としての責任を負う（労働者派遣法第45条1項）。特定業務従事者の健康診断・統括安全衛生責任者・店社安全衛生管理者・作業主任者の規定については、派遣先が事業者としての責任を負う（労働者派遣法第45条3項）。

労働安全衛生法（第2章の規定を除く。）は、鉱山保安法第2条第2項及び第4項の規定による鉱山における保安については、適用しない（労働安全衛生法第115条1項）。

## 高年齢者雇用安定法による規定
高年齢者等の雇用の安定等に関する法律（高年齢者雇用安定法）では、「事業主がその雇用する労働者の定年の定めをする場合には、当該定年は、60歳を下回ることができない。ただし、当該事業主が雇用する労働者のうち、高年齢者が従事することが困難であると認められる業務として厚生労働省令で定める業務に従事している労働者については、この限りでない」（高年齢者雇用安定法第8条）と定め、その「高年齢者が従事することが困難であると認められる業務として厚生労働省令で定める業務」を「鉱業法第4条に規定する事業における坑内作業の業務」としている（高年齢者雇用安定法施行規則第4条の2）。

## 厚生年金保険法による規定
1986年（昭和61年）施行前の旧法においては、「鉱業法第4条に規定する事業の事業場に使用され、かつ、常時坑内作業に従事する被保険者」を「第3種被保険者」に含め、年金の給付等において一般の被保険者とは異なる特例を設けていた。経過措置として規定の一部が現行法においても残存する。